# Nystalus striolatus
Nystalus striolatus е вид птица от семейство Bucconidae.

## Разпространение
Видът е разпространен в Боливия, Бразилия, Еквадор и Перу.